# Public limited company
Una public limited company (abbreviata legalmente come Plc) è un tipo di società di capitali vigente nel diritto societario del Regno Unito, in alcune zone del Commonwealth, e nella Repubblica d'Irlanda.
Il termine "plc" è stato introdotto nel 1981; prima di questo, tutte le società limitate portavano il suffisso "Limited" ("Ltd."), che è ancora utilizzato da società private a responsabilità limitata.

## Descrizione
Si tratta di una società a responsabilità limitata le cui azioni possono essere liberamente vendute e scambiate al pubblico (anche se una PLC può anche essere posseduta privatamente, spesso da un'altra plc), con un capitale minimo di 50000 £ e di solito con le lettere PLC dopo il suo nome.
Le aziende simili negli Stati Uniti sono denominate "publicly traded companies". Una plc può essere una società quotata o non quotata in borsa. Nel Regno Unito, una società a responsabilità limitata di solito deve includere le parole "PLC" alla fine e come parte del nome della persona giuridica.